# كيلي شيهان
كيلي شيهان (بالإنجليزية: Kelly Sheehan)‏ هي كاتبة أغاني أمريكية، ولدت في 26 يوليو 1983.

## وصلات خارجية
- كيلي شيهان على موقع IMDb (الإنجليزية)
- كيلي شيهان على موقع ميوزك برينز (الإنجليزية)
- كيلي شيهان على موقع ديسكوغز (الإنجليزية)
- كيلي شيهان على موقع ديسكوغز (الإنجليزية)